# 욕망 (드라마)
《욕망》은 1997년 1월 6일부터 1997년 2월 28일까지 방송되었던 MBC 일일 드라마로 당초 45부작으로 기획됐으나 동시간대에 방송되었던 KBS 1TV 일일 드라마 《사랑할 때까지》에 밀려 시청률 부진을 면치 못하자 39부작으로 조기 종영됐다.

## 기획 의도
신데렐라를 꿈꾸는 여주인공 송미연의 꿈과 좌절 그리고 사랑을 통해 이 시대 젊은이들의 가치관을 조명한 드라마이다.

## 등장 인물
- 유하영 : 송미연 역
- 최재성 : 오윤석 역
- 박영선 : 윤희정 역
- 윤동환 : 김민철 역
- 이순재 : 송일영 역 - 미연의 아버지
- 사미자 : 박인순 역 - 미연의 어머니
- 박영규 : 마 회장 역
- 나영희 : 샤넬 박 역
- 변희봉 : 오 원장 역 - 윤석의 아버지
- 윤현숙 : 춘자 역
- 이정섭 : 하미미 역
- 이계인 : 용팔 역
- 정호근 : 윤성호 역 - 희정의 오빠
- 박혜숙 : 미연의 이모 역
- 조용원 : 허진숙 역
- 구혜진
- 김세아
- 유서진
- 황정혜
- 이종수
- 강성연
- 김치국
- 안재환
- 김정은
- 조미령
- 김린
- 박용우
- 손건우
- 이창환
- 홍세은
- 장덕수
- 이인혜
- 권해광

## 참고 사항
- 당초 《사랑의 여로》라는 제목이 거론되어 1997년 1월 3일 첫 방송 예정이었으나 송미연 역, 김민철 역을 톱스타 배우로 캐스팅하는 것의 문제 때문에 어려움을 겪어왔다.
- 그 후 유하영, 윤동환이 송미연 역과 김민철 역으로 낙점되면서 첫 회와 제목이 바뀌었는데 KBS 1TV 일일 드라마 《사랑할 때까지》와 제목이 비슷하자 서둘러 변경한 것으로 추측된다.
- KBS 1TV 대하 드라마 《바람꽃은 시들지 않는다》 이후 한 동안 연속극 드라마 프로그램 집필 활동이 뜸해진 이철향 작가의 연속극 드라마 프로그램이었는데 이철향은 《욕망》의 조기 종영 이후 KBS 2TV 주말 드라마 《아씨》를 마지막으로 드라마 프로그램 집필 활동을 중단했고 2006년 교통 사고로 세상을 떠났으며 줄곧 단막극 연출을 맡아 온 이창섭 PD의 처음이자 마지막 연속극 드라마 프로그램이었다.
- 여주인공 송미연 역의 유하영은 《욕망》이 마지막 연속극 드라마 프로그램이었는데 이 프로그램을 조기 종영시키게 한 KBS 1TV 일일 드라마 《사랑할 때까지》를 집필한 이금림 작가는 유하영의 드라마 프로그램이었던 KBS 1TV 일일 드라마 《당신이 그리워질 때》 집필자였으며 KBS 1TV 일일 드라마 《사랑할 때까지》 출연진이었던 반효정, 김영애 등은 KBS 1TV 일일 드라마 《당신이 그리워질 때》에서 유하영과 호흡을 맞춘 바 있었다.
- 마 회장 역의 박영규는 《욕망》과 경쟁한 KBS 1TV 일일 드라마 《사랑할 때까지》 출연진 중 1명이었지만 MBC 아침 드라마 《길 위의 여자》에 캐스팅됨에 따라 KBS 1TV 일일 드라마 《사랑할 때까지》에서 제외된 바 있었는데 여기서는 시신을 기증하고 죽는 것으로 처리된 바 있었다.